# Trumpler (cratera marciana)
Trumpler é uma cratera do planeta Marte localizada na zona mais meridional de outra cratera, a Keeler. A cratera está localizada nas coordenadas 61.8° S, 150.8° O e tem um diâmetro de 78.0 km. Recebeu este nome em 1973, em memória de Robert Julius Trumpler (1886-1956), astrónomo americano.